# 马额镇
马额镇是中国陕西省咸阳市三原县下辖的一个镇。

## 行政区划
马额镇下辖以下行政区：
郝家村、邵村、新安村、南王村、邓家村、文龙村、蒙家村、高家村、郑家村、魏回村、马东村、马西村